# Puzur-Sin
Puzur-Sin est un ancien vice-roi Assyrien qui est responsable de l'éviction d'Asinum, le roi amorrite de Babylone, vassal de l'Assyrie, permettant ainsi à Ashur-dugul de saisir le trône.
Une période de guerre civile suivit cet événement, menant à la fin de l'influence babylonienne et amorrite sur l'Assyrie en 1720 av. J.-C.